# Werk aan de Groeneweg
Het Werk aan de Groeneweg is een Nederlandse stelling langs de Lek op het Eiland van Schalkwijk, nabij het dorp Schalkwijk. De stelling is onderdeel van de Nieuwe Hollandse Waterlinie en gebouwd tijdens de mobilisatie van de Eerste Wereldoorlog.
Het Werk aan de Groeneweg ligt 1700 meter oostelijk van Fort Honswijk en moest een eventuele directe aanval uit het oosten weerstaan. De stelling bestond uit een aarden wal met loopgraven en grachten. Deze stelling liep vanaf de Achterdijk tot in de uiterwaarden van de Lek. Ook werden er schuilplaatsen gebouwd van gewapend beton.
In 1936 werden tien schuilplaatsen omgebouwd tot een kazemat. Tijdens de mobilisatie van de Tweede Wereldoorlog in 1939 en 1940 werd het Werk uitgebreid met tankversperringen, mitrailleuropstellingen en nieuwe schuilplaatsen.
Het terrein is gedeeltelijk geëgaliseerd. De tientallen groepsschuilplaatsen en kazematten zijn nog in het landschap te zien. Tussen en rond de kazematten staan hoogstamfruitbomen en struiken die voor een bijzonder decor zorgen.

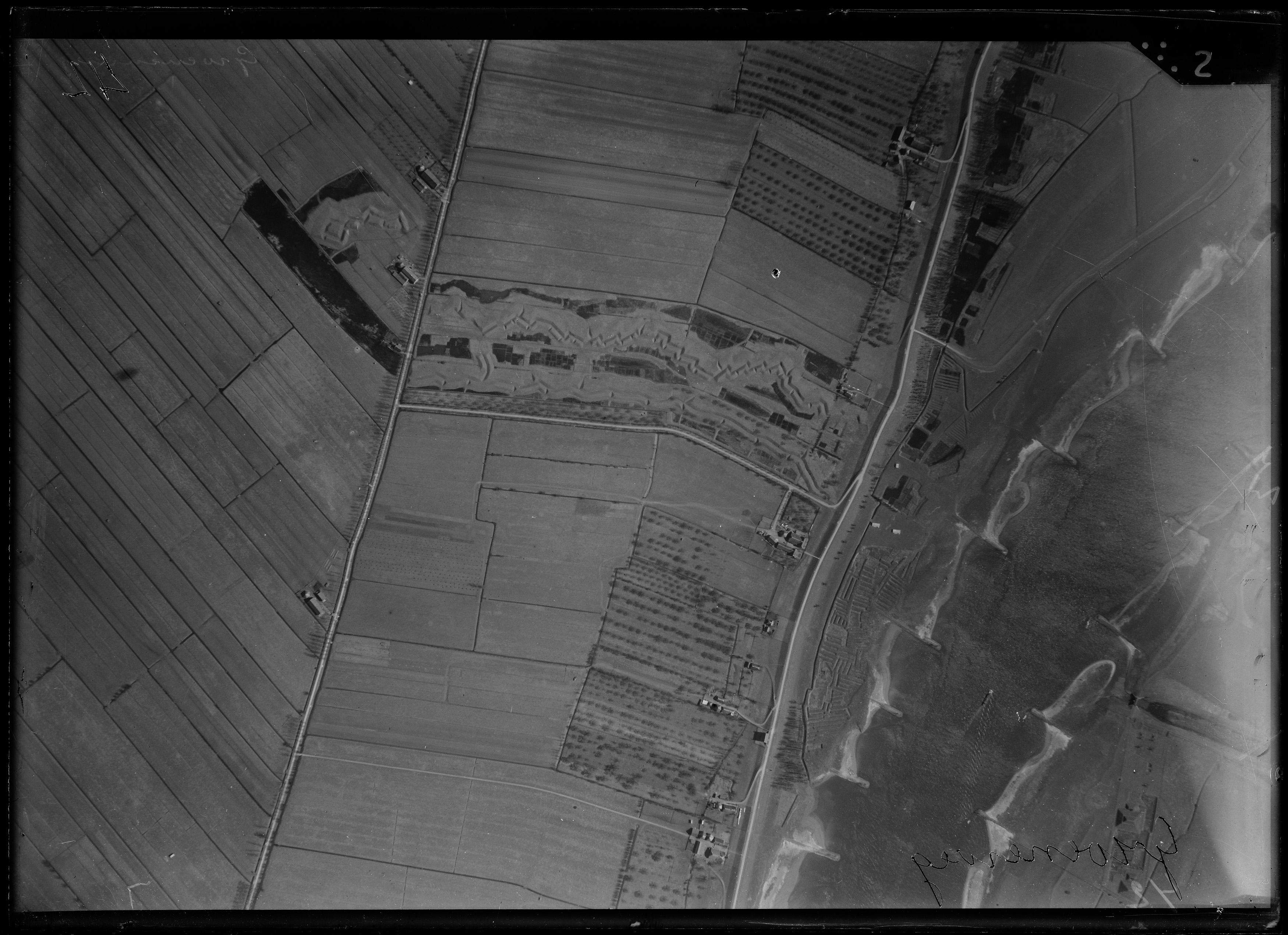
Luchtfoto Werk aan de Groeneweg, 1920-1940
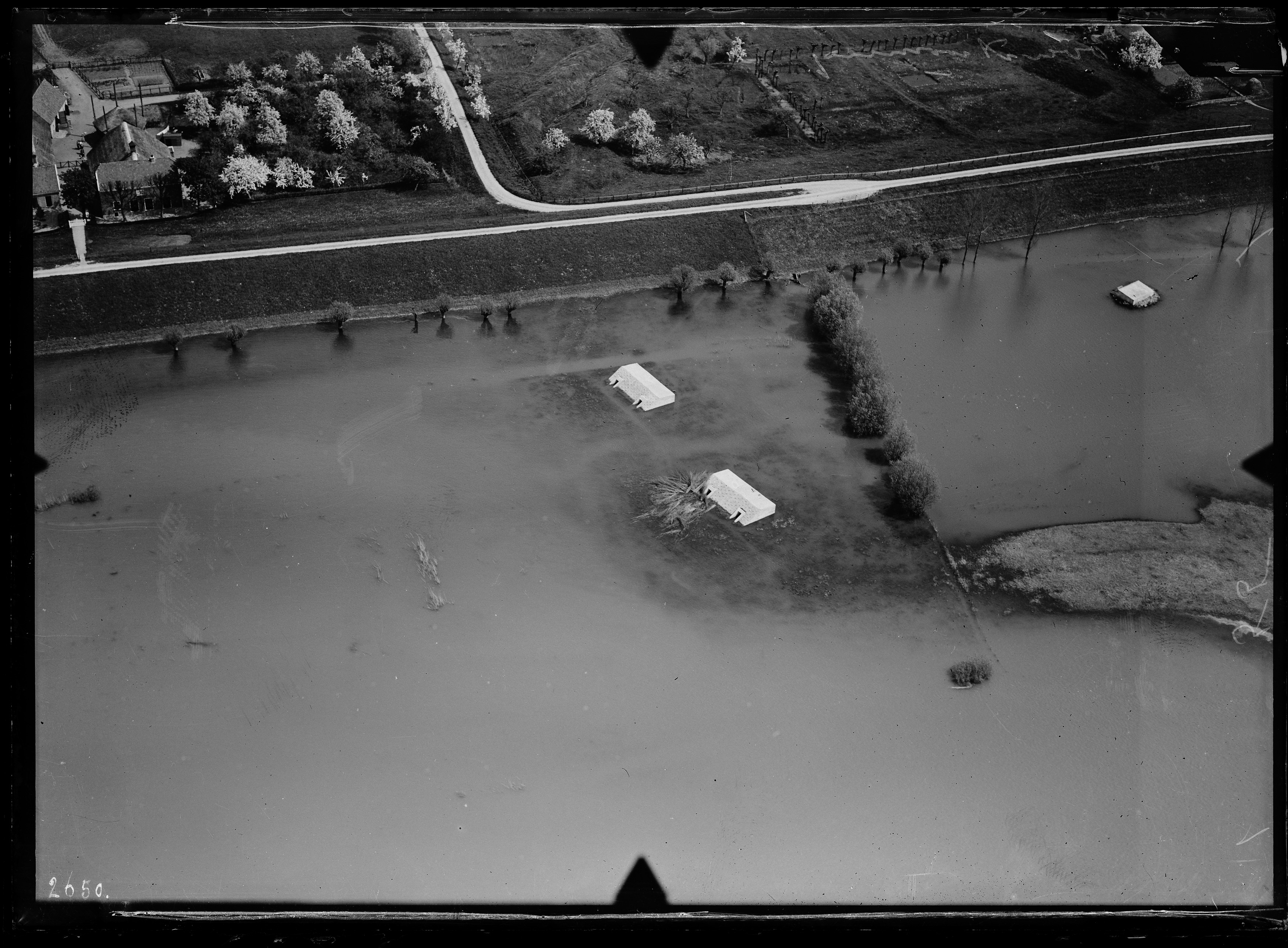
Luchtfoto van een overstroming bij Werk aan de Groeneweg, 1920-1940